# Aïn Legraj
Aïn Legraj (în arabă عين لقراج) este o comună din provincia Sétif, Algeria.
Populația comunei este de 14.668 de locuitori (2008).